# Стяга
Стяга (на английски: clamp) представлява помощен инструмент за фиксиране на някои детайли при обработка, както и плътното притискане на няколко детайли с цел залепването им, едновременната им обработка като пробиване, шлайфане и други. Те се изработват от метал или дърво.
Понякога стяга се нарича и приспособлението за стационарно закрепване на различни домакински уреди на масата. Това може да бъде месомелачка, настолна лампа, менгеме и други.

## Конструкция
Стягата е приспособление, което обикновено се състои от две части – основна рамка и подвижна част за стягане.
Има и разновидност на стяги, така наречени лостови стяги, при които се използва система от лостове и оси. При тях стягането може да се извърши много по-бързо от варианта с навиването на винт.